# Tournefortia caracasana
Tournefortia caracasana är en strävbladig växtart som beskrevs av Carl Sigismund Kunth. Tournefortia caracasana ingår i släktet Tournefortia och familjen strävbladiga växter. Inga underarter finns listade i Catalogue of Life.